# Stabilní karbeny

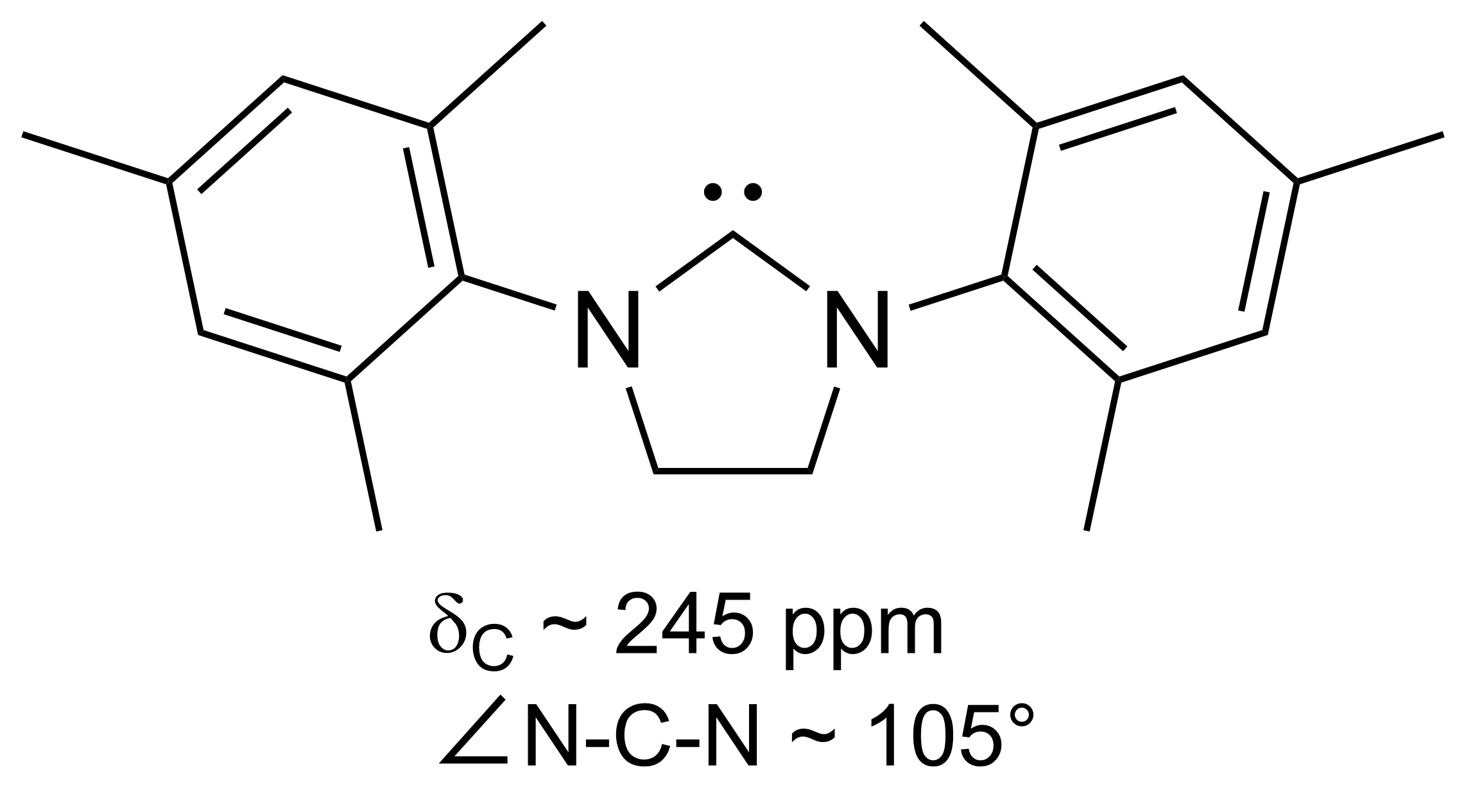
1,3-dimesitylimidazol-4,5-dihydro-2-yliden, příklad stabilního karbenu

Stabilní karbeny jsou chemické sloučeniny patřící mezi karbeny, které vykazují určitou stabilitu. Jejich nejpočetnější skupinou jsou N-heterocyklické karbeny (NHC) (někdy nazývané Arduengovy karbeny), jako jsou diaminokarbeny s obecným vzorcem (R2N)2C:, kde R jsou alkylové nebo arylové skupiny. Skupiny mohou být propojeny heterocyklickými karbeny, odvozenými například od imidazolu, imidazolinu, thiazolu nebo triazolu.
Karbeny jsou obvykle považovány za natolik reaktivní, že mohou být zkoumány pouze nepřímo; tento pohled se změnil s objevem stabilních karbenů – i když jsou stále velmi reaktivní, například vytvářejí dimery, tak mnoho z nich lze izolovat.
Tyto látky se mohou vyskytovat v singletových i tripletových stavech, přičemž singletové bývají většinou stabilnější; stabilitu však mohou také ovlivňovat sterické efekty vytvářené substituenty. Některé singletové karbeny jsou termodynamicky stabilní za nepřítomnosti vody a (většinou) kyslíku, dají se izolovat a skladovat, zatímco jiné se pomalu v řádu dnů rozkládají. Poločasy tripletových karbenů bývají na úrovni několika sekund, a tak mohou být pozorovány, ovšem ne izolovány.

## Historie
V roce 1957 oznámil Ronald Breslow, že součástí katalytického cyklu vitaminu B1, při kterém vzniká furoin z furfuralu, je relativně stabilní karben, derivát thiazol-2-ylidenu. V tomto cyklu thiazoliová skupina v molekule vitaminu vymění elektron (navázaný na atom C2 v cyklu) s furfuralovým zbytkem. V těžké vodě dochází k rychlé záměně protonu za deuteron,

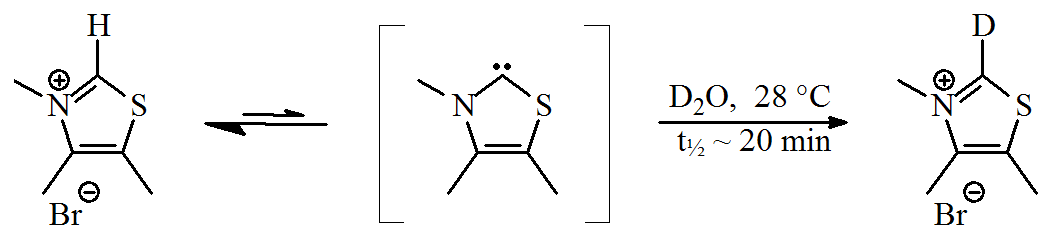
Výměna C2 protonu thiazoliové soli za deuteron

Reakce probíhá za účasti thiazol-2-ylidenu. V roce 2012 byl izolován meziprodukt této reakce, nazývaný „Breslowův meziprodukt“.
Roku 1960 se při výzkumu, který vedl Hans-Werner Wanzlick, potvrdil vznik karbenů odvozených od dihydroimidazol-2-ylidenu při vakuové pyrolýze odpovídajících 2-trichlormethyl dihydroimidazolů. Bylo zjištěno, že karben se vyskytuje v rovnováze se svým dimerem, derivátem tetraaminethenu. V roce 1964 však tým vedený Davidem M. Lemalem ukázal, že nedochází k disociaci dimeru; k podobným závěrům dospěl také H. E. Winberg o rok později. Další studie však ukázaly, že v některých případech k vytvoření rovnováhy dochází.

### Izolace stabilních karbenů

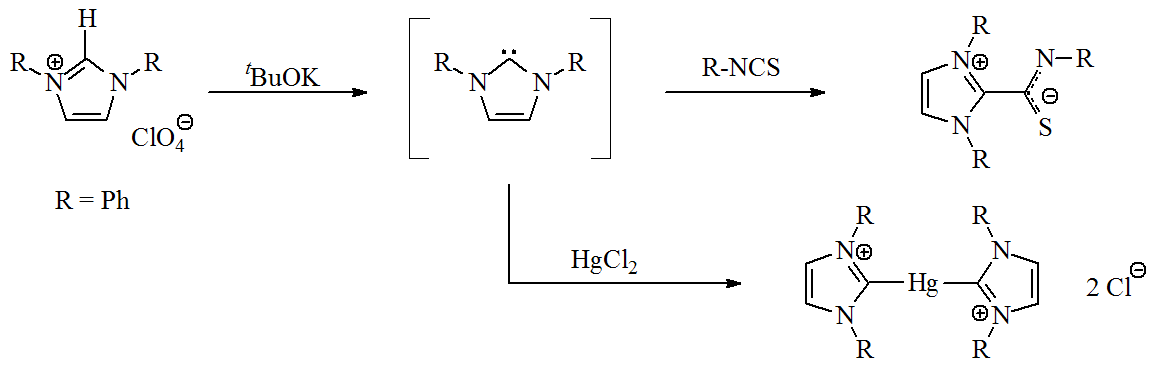
Příprava a stabilizace imidazol-2-ylidenu

V roce 1970 skupina, kterou vedl H. W. Wanzlick, připravila imidazol-2-ylidenové karbeny deprotonací imidazoliových solí. Wanzlick podobně jako Roald Hoffmann, předpokládal, že tyto imidazolové karbeny by měly být díky aromaticitě stabilnější než jejich 4,5-dihydro analogy. Wanzlick ovšem nedokázal izolovat imidazol-2-ylidenové karbeny, ovšem získal jejich komplexy se rtutí a izothiokyanátovým aniontem.
V roce 1988 izoloval Guy Bertrand se svým týmem fosfinokarbeny, což jsou sloučeniny, které vytvářejí λ3-fosfinokarbenové i λ5-fosfaacetylenové rezonanční struktury.

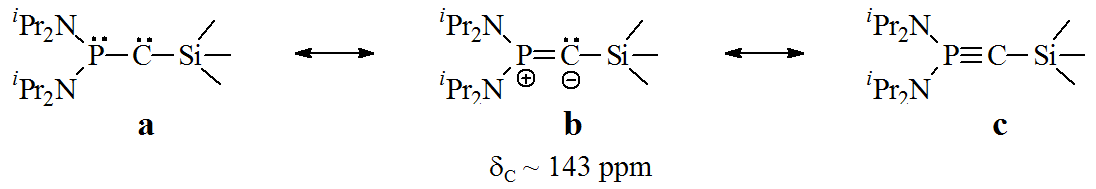
Alkynová a karbenová rezonanční struktura Bertrandova karbenu

Tyto sloučeniny se účastní reakcí obvyklých u alkenů i těch, do kterých vstupují karbeny.
V roce 1991 byl připraven a izolován stabilní krystalický diaminokarben, který může mít karbenovou i ylidovou strukturu. Příprava byla provedena deprotonací imidazoliumchloridu silnou zásadou:

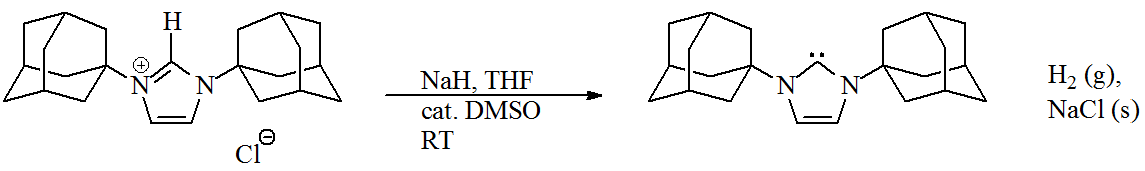
Příprava N,N'-diadamantyl-imidazol-2-ylidenu

Tento karben, první ze skupiny karbenů s imidazol-2-ylidenovým jádrem, je při pokojové teplotě za nepřítomnosti kyslíku a vody neomezeně stabilní a taje při 240 až 241 °C, aniž by docházelo k rozkladu. Jeho další zajímavou vlastností je charakteristická rezonance v 13C NMR spektru při 211 ppm. Pomocí rentgenové krystalografie bylo zjištěno, že vazba N-C v karbenovém cyklu je oproti imidazoliovému prekurzoru o něco delší, a tak zřejmě není násobná.
První ylidový karben stabilní na vzduchu byl připraven roku 1995, šlo o chlorovaný derivát imidazol-2-ylidenu.
V roce 2000 získal Guy Bernard několik fosfanylových stabilních karbenů, mimo jiné fosfanyl(trifluormethyl)karbeny stabilní v roztoku při -30 °C. a rovněž poměrně stabilní (amino)(aryl)ové karbeny s jediným heteroatomem v sousedství karbenového atomu.

### Vliv různých jevů na stabilitu karbenů stabilizovaných heteroatomy

Dimethylimidazol-2-yliden, stabilní dikarben s minimálními sterickými efekty
(externí prohlížeč)

Bis(diisopropylamino)karben, první známý stabilní acyklický karben

Stabilita Arduengových karbenů byla původně přičítána objemným N-adamantylovým substituentům, které v důsledku sterických efektů brání dimerizaci, byly však rovněž připraveny stabilní karbeny, které místo nich mají methylové skupiny. Imidazol-2-ylidenové karbeny jsou tedy termodynamicky stabilní.
Bylo také navrženo, že dvojná vazba mezi uhlíky 4 a 5 v imidazoliovém cyklu, která systému dodává aromaticitu, také významně přispívá k jeho stabilitě. Tato domněnka byla vyvrácena v roce 1995, kdy se podařilo vytvořit dihydroimidazol-2-ylidenový karben, který byl stabilní a přitom neobsahoval dvojnou vazbu. Termodynamická stabilita této sloučeniny a vliv aromaticity na její stabilizaci jsou sporné.
V roce 1996 byl připraven první acyklický stabilní karben, čímž se ukázalo, že cyklický hlavní řetězec není k získání stabilního karbenu nutný. Molekuly acyklických karbenů mohou na rozdíl od cyklických rotovat; na základě měření energetické bariéry rotace lze určit povahu jejich vazeb a potvrdit jejich ylidovou strukturu. Podobně jako u cyklických karbenů zde při absenci sterických efektů dochází k dimerizaci.
Většina stabilních karbenů bývá stabilizována dvěma spojenými dusíkovými centry;výjimku tvoří aminothiokarbeny a aminooxykarbeny, u kterých je karbenový atom mezi atomem dusíku a síry nebo kyslíku. Tyto karbeny na rozdíl od imidazolových podléhají dimerizaci.

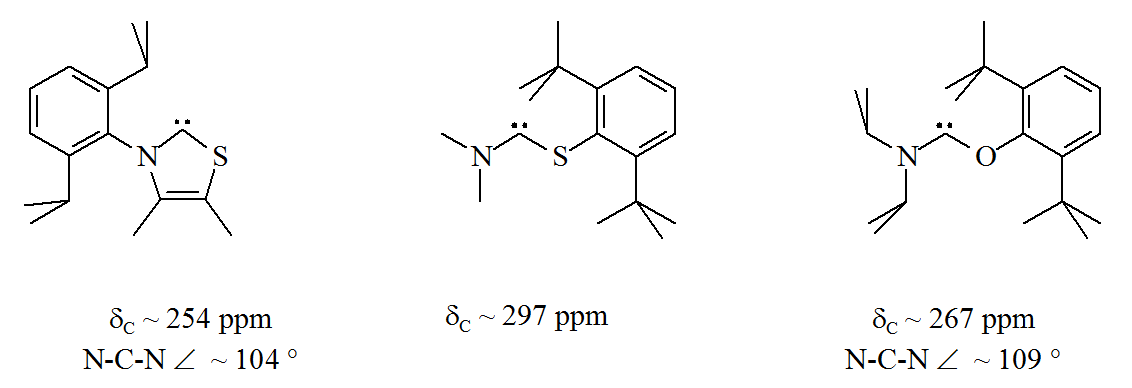
Stabilní karbeny obsahující atomy kyslíku nebo síry vázané na karbenový atom

U bis(diisopropylamino)cyklopropenylidenu, který je stabilní při pokojové teplotě, je karbenový atom propojen s dvěma atomy uhlíku v tříčlenném cyklu, který zachovává aromaticitu cyklopropenylidenového kruhu, což naznačuje, že přítomnost heteroatomů vedle karbenového atomu není ke stabilitě karbenu nutná.

## Druhy stabilních karbenů

### Imidazol-2-ylideny
První izolované karbeny obsahovaly imidazolové kruhy, u kterých byly z uhlíků v pozicích 2 odstraněny atomy vodíku a ostatní vodíky byly nahrazeny různými funkčními skupinami. Imidazol-2-ylideny jsou dosud nejstabilnějšími známými a nejlépe prozkoumanými karbeny.
Bylo připraveno velké množství imidazol-2-ylidenů, mimo jiné ty, které mají na pozicích 1 a 3 alkylové, arylové, alkyloxy, alkylamino, alkylfosfinové nebo i chirální substituenty.

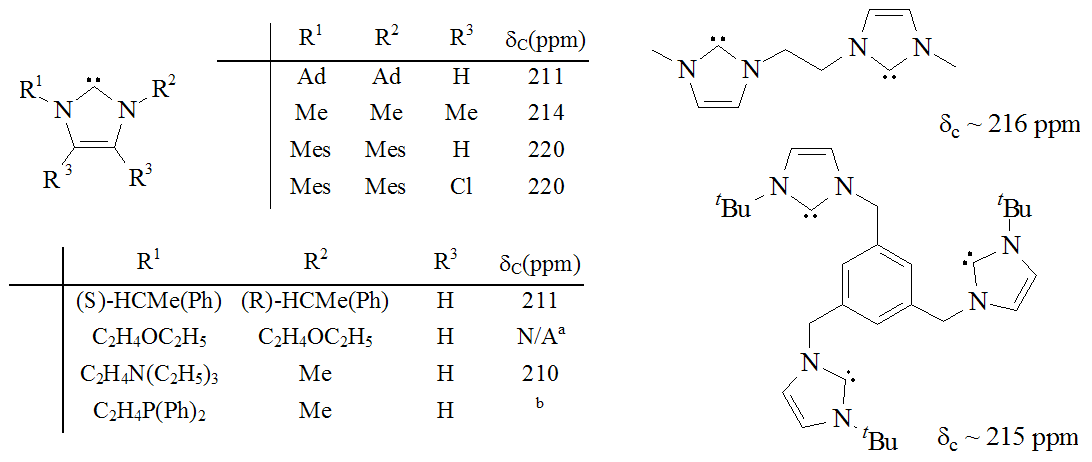
Stabilní imidazol-2-ylideny

1,3-dimesityl-4,5-dichlorimidazol-2-yliden, první známý karben stabilní na vzduchu

Substitucí kruhu v pozicích 4 a 5 atomy chloru byl připraven první známý stabilní karben. Jeho stabilita je pravděpodobně způsobena odtahováním elektronů atomy chloru, čímž dochází ke snížení elektronové hustoty na uhlíku s volným elektronovým párem a vytvořením indukčního efektu po celém sigma řetězci.
Byly též získány molekuly obsahující dvě nebo tři imidazol-2-ylidenové skupiny.
Imidazolové karbeny jsou termodynamicky stabilní a lze je identifikovat pomocí 13C NMR posunu mezi 210 a 230 ppm. Úhly vazeb C-N mívají hodnoty od 101 do 102°.

### Triazol-5-ylideny
Další skupinou jsou karbeny odvozené od 1,2,4-triazolu, s nezaplněnými orbitaly uhlíku v pozici 5. Triazol-5-ylideny poprvé připravil D. Enders se svým týmem vakuovou pyrolýzou 2-methoxytriazolů, vedoucí k odštěpení methanolu. Bylo popsáno jen málo látek z této skupiny; trifenylované však lze zakoupit.

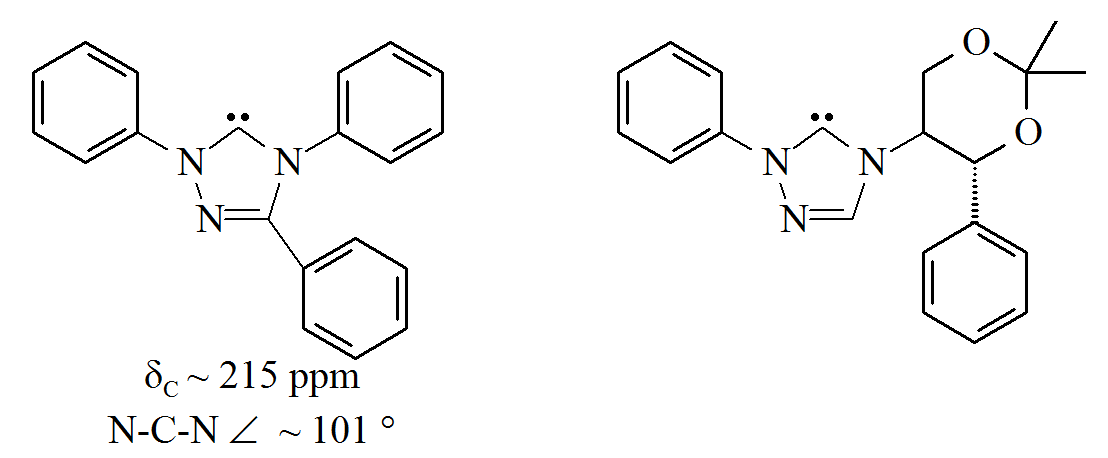
Triazol-5-ylideny

Triazolové karbeny jsou termodynamicky stabilní a mají 13C NMR posun od 210 do 230 ppm. Úhly vazeb C-N bývají kolem 101°. 5-methoxytriazolové prekurzory těchto karbenů se připravují reakcí triazoliových solí s methoxidem sodným, který reaguje s nukleofilem; to naznačuje, že jsou méně aromatické než imidazolové karbeny, protože imidazoliové sloučeniny s nukleofily kvůli ztrátě aromaticity nereagují.

### Ostatní diaminokarbeny
Dvě výše uvedené skupiny jsou zvláštními případy sloučenin s karbenovým uhlíkem napojeným na dva atomy dusíku. Mnoho těchto sloučenin, diaminokarbenů, připravil poprvé Roger Alder se svými spolupracovníky. V některých sloučeninách je vazba N-C-N součástí pětičlenného nebo šestičlenného nearomatického cyklu; může jít i o bicyklické látky. V jiných molekulách jsou sousední dusíkové atomy propojeny pouze karbenovými atomy a mohou, ovšem nemusí, tvořit samostatné cykly.

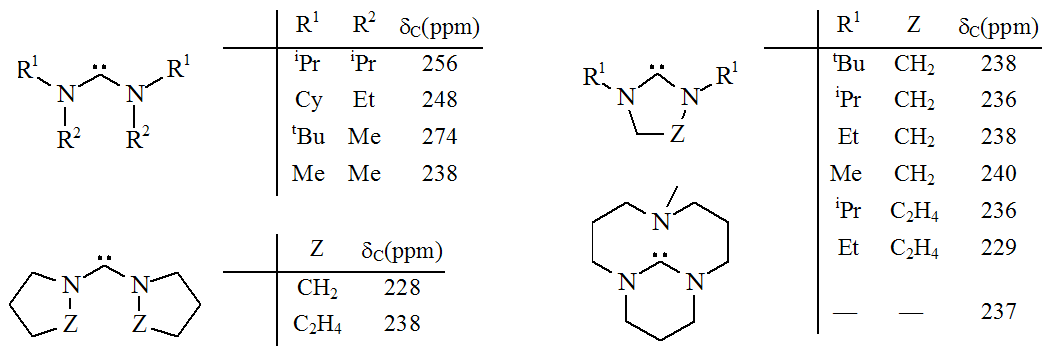
Příklady cyklických a acyklických diaminokarbenů

Na rozdíl od aromatických imidazol-2-ylidenů a triazol-5-ylidenů tyto karbeny nejsou termodynamicky stabilní, což se u některých z nich projevuje dimerizací. Katalyzátory dimerizace jsou kyseliny.
Diaminokarbeny mívají 13C NMR posun u karbenového uhlíku od 230 do 270 ppm. Úhel vazby N-C-N je přibližně 106°, u acylových karbenů 121°; v obou případech jde o větší úhly než u imidazol-2-ylidenů.

### Heteroaminokarbeny

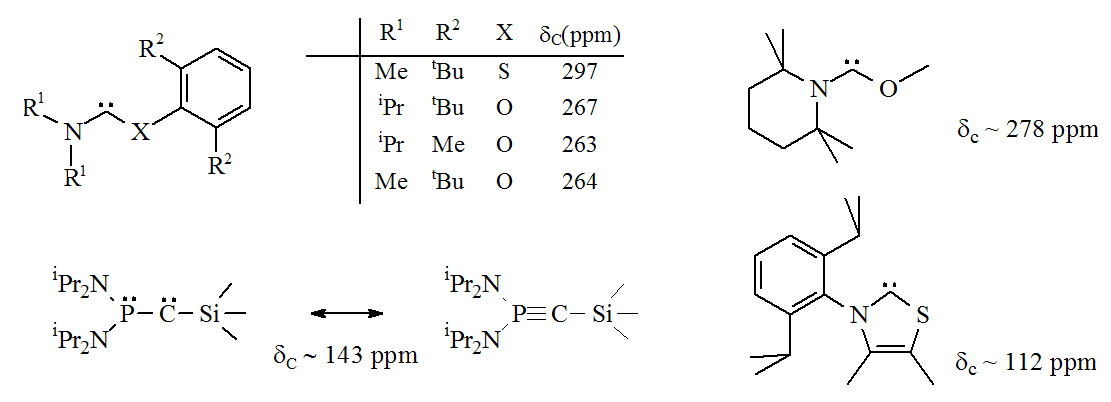
Příklady heteroaminokarbenů (nahoře a dole vpravo) a Bertrandových karbenů (vlevo dole)

Existuje několik stabilních karbenů, u kterých je jeden z atomů dusíku navázaných na karbenový uhlík nahrazen jiným heteroatomem, jako je kyslík, síra nebo fosfor.
Nahrazením jednoho z dusíků imidazolového kruhu atomem síry lze odvodit aromatické heterocyklické sloučeniny nazývané thiazoly. Bylo připraveno a pomocí rentgenové krystalografie prozkoumáno také několik thiazolových karbenů. Je také známo několik karbenů s atomy O, S a P vedle karbenového uhlíku, jako jsou thio- a oxyiminiové karbeny.
Protože jsou kyslík a síra dvojvazné, tak je sterická ochrana karbenového centra omezená, obzvláště, pokud je jednotka N-C-X součástí cyklu.
Karbeny formálně odvozené od imidazol-2-ylidenů nahrazením obou α-dusíků kyslíkem, sírou či jinými chalkogeny jsou pravděpodobně nestabilní a předpokládá se u nich rozklad na alkyny (R1C≡CR2) a chalkogenidy uhlíku (X1=C=X2).

### Neaminové karbeny
Reakcí sirouhlíku (CS2) s deriváty ethynu s nízkou elektronovou hustotou vznikají 1,3-dithiolithiové karbeny, které se následně dimerizují na deriváty tetrathiafulvalenu. U některých podobných karbenů by mohla probíhat odpovídající zpětná reakce.

### Bertrandovy karbeny
V Bertrandových karbenech je nenasycený atom uhlíku vázán na fosfor a křemík. Tyto sloučeniny mají ovšem některé vlastnosti spíše odpovídající alkynům.

### Ostatní nukleofilní karbeny
Byl připraven karben, který má strukturu podobnou borazinu, u kterého je jeden atom boru nahrazen methylenovou skupinou, vzniklá sloučenina má šestielektronovou rovinnou molekulu.

V druhém kroku této posloupnosti reakcí dochází k odštěpení protonu pomocí tetramethylpiperididu lithného (LiTMP); karben je kryt dvěma cyklohexylovými skupinami.

### Cyklopropenylideny
Další skupina karbenů se skládá z cyklopropenylidenového jádra, tříčlenného uhlíkatého cyklu s dvojnou vazbou mezi dvěma atomy sousedícími s karbenovým atomem. Příkladem je bis(diisopropylamino)cyklopropenyliden.

### Tripletové karbeny

Delokalizace u stabilního tripletpového karbenu popsaného v roce 2001

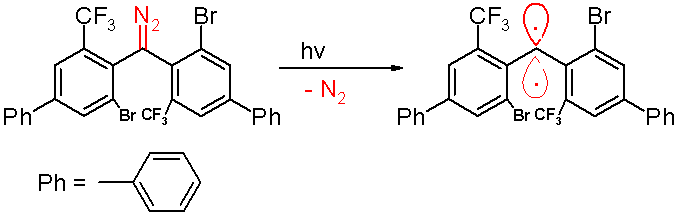

V roce 2001 připravil Hideo Tomioka poměrně stabilní tripletový karben (bis(9-anthryl)karben) rozkládající se s poločasem 19 minut; jeho stabilizace je způsobena delokalizací elektronů.
V roce 2006 byl popsán tripletový karben s poločasem 40 minut. Tento karben byl připraven fotochemickým rozkladem diazomethanu zářením o vlnové délce 300 nm v benzenu za vývoje dusíku.
Tento karben reaguje s kyslíkem za vzniku benzofenonu. Jeho zachycením v cyklohexa-1,4-dienu se tvoří derivát difenylmethanu. Podobně jako u ostatních stabilních karbenů se v jeho molekulách nacházejí objemné substituenty, zde jde o atomy bromu a trifluormethylové skupiny na fenylových jádrech; tyto substituenty stíní karbenový uhlík a zabraňují dimerizaci na 1,1,2,2-tetra(fenyl)alken. Na základě metod výpočetní chemie bylo zjištěno, že délka vazby u dvojvazného uhlíku je 138 pm a vazebný úhel má hodnotu 158,8°. Odchylka rovin fenylových skupin je 85,7°.

## Mezoiontové karbeny
Mezoiontové karbeny jsou podobné N-heterocyklickým karbenům, pouze jejich rezonanční struktury nelze znázornit bez přidání dalších nábojů. Také bývají nazývány N-heterocyklickými karbenyl. Lze připravit mnoho takových sloučenin, které jsou většinou stabilní.

## Příprava
NHC bývají silně zásadité (pKa konjugované kyseliny imidazol-2-ylidenu je přibližně 24) a reagují s kyslíkem. Jejich příprava se tak provádí za nepřístupu vzduchu a nepřítomnosti, byť jen mírně, kyselých sloučenin. Imidazoliové soli jsou odolné vůči nukleofilním adicím, ovšem ostatní nearomatické soli (například soli formamidinia) takto odolné nejsou.
V těchto případech je nutné se vyhnout silným nukleofilům, ať už vznikajícím při reakcích nebo přítomných jako nečistoty v reaktantech (jako bývá hydroxid lithný v butyllithiu).
Bylo vyvinuto několik způsobů přípravy stabilních karbenů, ty jsou uvedeny níže:

### Deprotonace
Deprotonací prekurzorových solí silnými zásadami lze připravit téměř všechny stabilní karbeny:

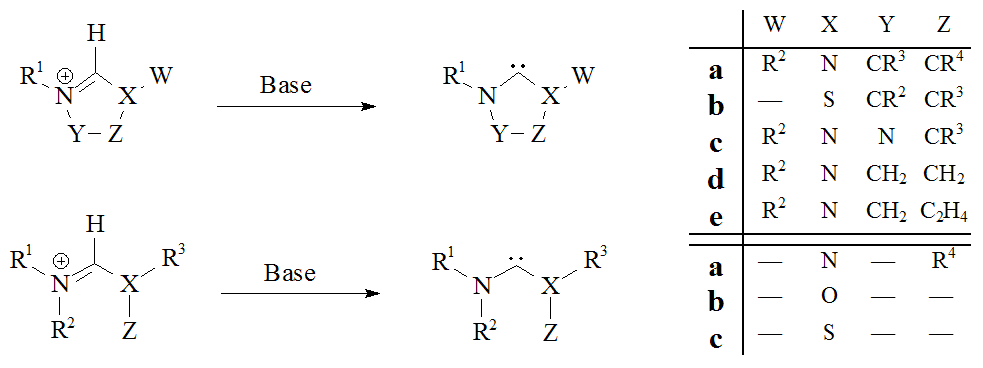
Deprotonace prekurzorových solí za vzniku stabilních karbenů

Imidazol-2-ylideny a dihydroimidazol-2-ylideny se získávají deprotonací příslušných imidazoliových a dihydroimidazoliových solí. Acyklické a tetrahydropyrimidinylové karbeny se připravují pomocí silných homogenních zásad.
Při použití různých zásad za různých podmínek se účinnost reakce liší; závisí především na vlastnostech prekurzoru. Nevýhodou deprotonační přípravy je nutnost oddělit karbeny od kovových iontů používaných při reakcích.

#### Použití hydridů kovů
Dalo by se předpokládat, že hydrid sodný nebo draselný je pro přípravu karbenů nejvhodnější zásadou. Hydrid by měl nevratně reagovat za odštěpení protonu a tvorby požadovaného karbenu a také anorganických vedlejších produktů, které lze snadno odfiltrovat. Tato reakce však většinou probíhá pomalu a je nutné do reakční směsi přidat dimethylsulfoxid nebo terc-butanol. Z použitých reaktantů se potom tvoří rozpustné katalyzátory, které reakci urychlují díky tvorbě terc-butoxidů nebo dimsylových solí. Nearomatické soli mohou reagovat s hydroxidovými anionty přítomnými jako nečistoty v hydridu.

#### Použití alkyllithných sloučenin

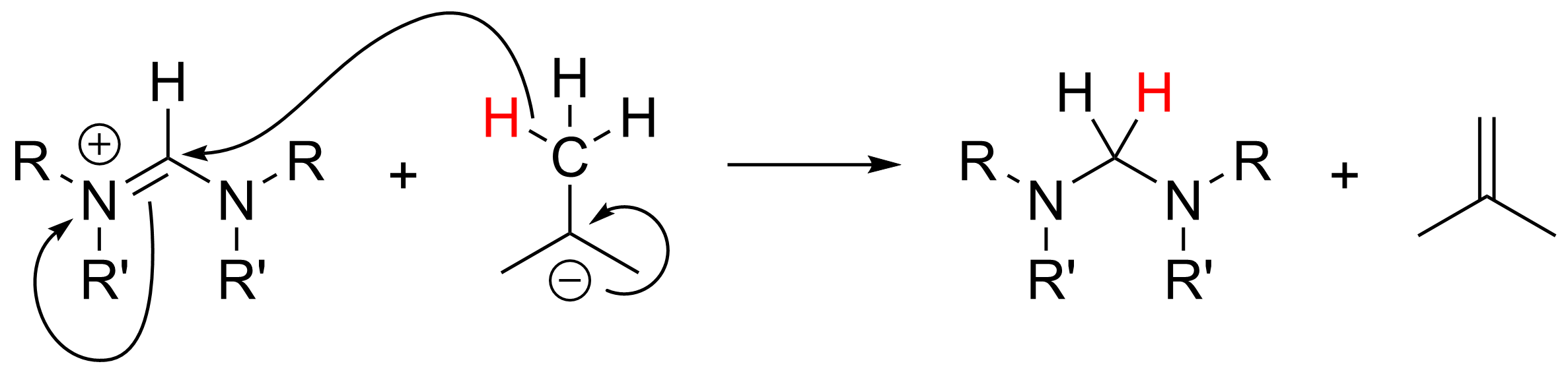
Redukce formamidiniových solí terc-butyllithiem

Použití alkyllithných sloučenin jako zásad není podrobně prozkoumáno. S nearomatrickými solemi n-butyllithium a fenyllithium reagují jako nukleofily, zatímco t-butyllithum může fungovat jako zdroj hydridových iontů, který redukuje soli za tvorby isobutenu:

#### Amidové zásady
Lithné amidy, jako je diisopropylamid (LDA) a (tetramethylpiperidid (LiTMP)) jsou dobrými činidly pro deprotonaci všech solí, a to za předpokladu, že v butyllithiu použitém na přípravu amidu není přítomen ve větších množstvích hydroxid lithný; ke stanovení jeho koncentrace lze použít odměrnou analýzu. Deprotonace prekurzorových solí hexamethyldisilazidy kovů dobře probíhá u téměř všech solí, výjimku tvoří formamidiniové soli, které fungují jako nukleofily a vytvářejí triaminomethanové adukty.

### Příprava karbenů neobsahujících kovy
Příprava stabilních karbenů neobsahujících ionty kovů byla často zkoumána za účelem přípravy NHC bez nutnosti jejich oddělování od kovů. Oddělování karbenu z komplexu s kovem je obtížné kvůli tomu, že tyto komplexy bývají stabilní a tak se upřednostňuje příprava karbenů bez těchto kovů. V některých případech kovy spíše napomáhají dimerizaci karbenu než jeho stabilizaci.
Vpravo je zobrazena struktura bis(trimethylsilyl)aminu draselného zjištěná pomocí rentgenové krystalografie; tato látka se získává reakcí přebytku bis(trimethylsilyl)amidu draselného (KHMDS), použitého jako silná zásada, k deprotonaci formamidiniové soli. Odstraněním lithných iontů vzniklých použitím zásad jako je diisopropylamid lithný může být obtížné. Draselné a sodné soli vznikající jako vedlejší produkty se mohou vysrážet z roztoku a následně být odfiltrovány. Lithné ionty lze odstranit jejich navázáním na látky jako jsou kryptandy.

#### Dechalkogenace
Dalším způsobem přípravy karbenů je desulfurace thiomočoviny tetrahydrofuranovým roztokem draslíku. Tuto reakci významně ovlivňuje skutečnost, že vedlejší produkt, sulfid draselný, se v použitém rozpouštědle nerozpouští. Nutnost použití vyšších teplot znamená, že tento postup není možné použít na přípravu nestabilních dimerizujících karbenů. Byla také popsána deoxygenace močoviny fluorenovým karbenem za tvorby tetramethyldiaminokarbenu a fluorenonu:

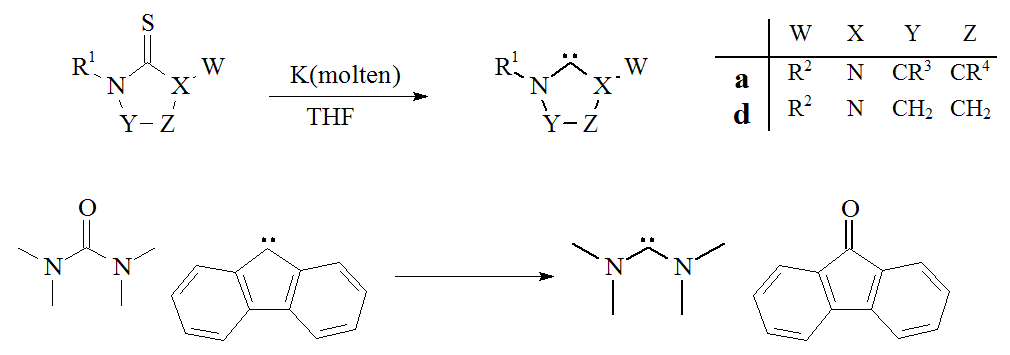
Příprava karbenů dechalkogenací

Desulfurizace derivátů thiomočoviny kapalným draslíkem na imidazol-2-ylideny nebo diaminokarbeny se příliš často neprovádí; je ovšem možné tímto způsobem získat dihydroimidazolové karbeny.

#### Vakuová pyrolýza
Vakuovou pyrolýzou, za odstraňování neutrálních těkavých vedlejších produktů (CH3OH, CHCl3) lze připravit dihydroimidazolové a triazolové karbeny:

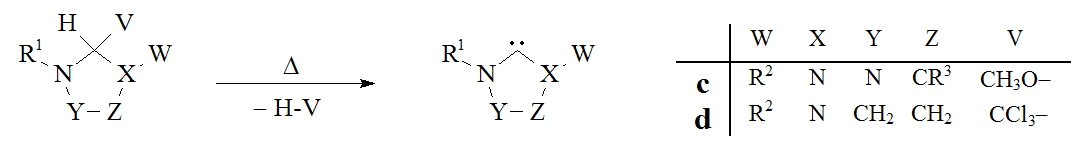
Příprava karbenů vakuovou pyrolýzou

Odstraňování vedlejších produktů vakuovou pyrolýzou aduktů d použil Hans-Werner Wanzlick při pokusech připravit dihydroimidazol-2-ylideny; tato metoda se však téměř nepoužívá. V Endersově laboratoři byla využita vakuová pyrolýza aduktu c na přípravu triazolium-5-ylidenu c.

#### Využití bis(trimethylsilyl)rtuti
Bis(trimethylsilyl)rtuť (CH3)3Si-Hg-Si(CH3)3 reaguje s chloriminiovými a chloramidiniovými solemi za tvorby karbenů aelementární rtuti, například:
(CH3)3Si-Hg-Si(CH3)3 + R2N=C(Cl)-NR2+ Cl− → R2N-C:-NR2 + Hg(l) + (CH3)3Si-Cl

#### Fotolýza
Tripletové karbeny je možné připravit fotolýzou derivátů diazomethanu, pomocí záření o vlnové délce 300 nm. za uvolnění kyslíku; reakce probíhá v benzenu.

### Přečištění
Stabilní karbeny jsou značně reaktivní, a tak je nutné s nimi nakládat za nepřístupu vzduchu. Používají se přitom suché a nekyselé materiály. Stabilní karben získaný z hydridu draselného lze přečistit filtrací pomocí suché křemeliny, čímž se oddělí zbytky hydridu a vzniklých solí. Suspenze obsahující karben se usadí a roztok supernatantu projde suchou membránou. Stabilní karbeny jsou snadno rozpustné v nepolárních rozpouštědlech, například hexanu, a tak je jejich rekrystalizace obvykle obtížná kvůli nedostupnosti vhodného nepolárního nekyselého rozpouštědla. Sublimací za nepřístupu vzduchu, jak je znázorněno vpravo, lze karbeny účinně přečistit, ovšem proces probíhá obvykle při teplotách pod 60 °C a za velmi nízkých tlaků, a to v důsledku těkavosti karbenů a také kvůli tomu, že se při vyšších teplotách rozkládají. Sublimací je navíc často možné získat jednotlivé krystaly použitelné při analýze rentgenovou krystalografií. Sublimaci ovšem v některých případech brání tvorba komplexů s ionty kovů, jako je lithium.

## Chemické vlastnosti

### Zásaditost a nukleofilita
Imidazol-2-ylideny jsou silné zásady, pKa konjugovaných kyselin v dimethylsulfoxidových roztocích bývá kolem 24.

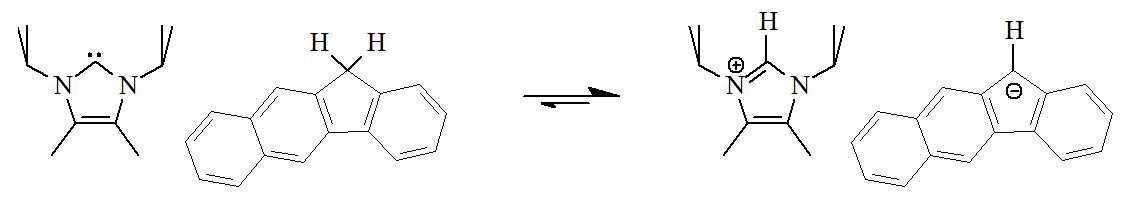
Měření pKa konjugované kyseliny imidazol-2-ylidenu

Ukázalo se ovšem, že diaminokarbeny deprotonují DMSO, čímž vznikají příslušné amidiniové soli:

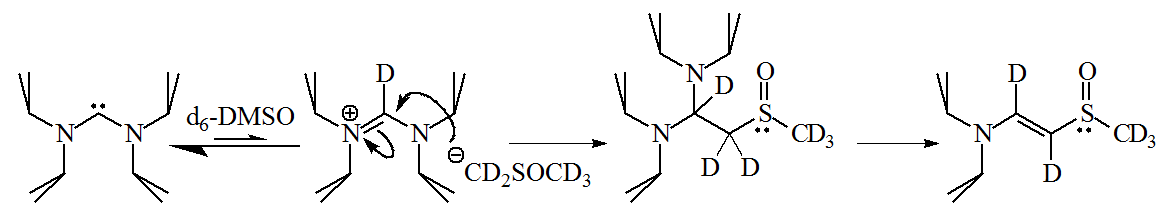
Použití D6-DMSO jako rozpouštědla při NMR může vést k neočekávaným výsledkům.

Reakcí imidazol-2-ylidenu s 1-bromhexanem vzniká z 90 % 2-substituovaný a z 10 % alken, což ukazuje na nukleofilitu karbenů.
pKa triazoliových solí bývá 16,5 až 17,8, jejich kyselost je tak asi tisíckrát vyšší než u imidazoliových solí.

### Dimerizace
Původně se předpokládalo, že stabilní karbeny se dimerizují za vzniku Wanzlickovy rovnováhy. Imidazol-2-ylideny a triazol-5-ylideny jsou ovšem vůči dimerizaci odolné a lze je uchovávat v roztocích, za nepřítomnosti vody a vzduchu, i několik let; jejich stabilitu nejspíše vyvolává aromaticita. Imidazol-2-ylideny jsou dokonce tak stabilní, že se dimerizují jen za značně extrémních podmínek.
T. A. Taton a P. Chen připravili diimidazol-2-ylideny deprotonací příslušných diimidazoliových solí. Pouze dimerizací diimidazoliových solí s kratšími methylenovými můstky (-CH2-) vznikaly dimery:

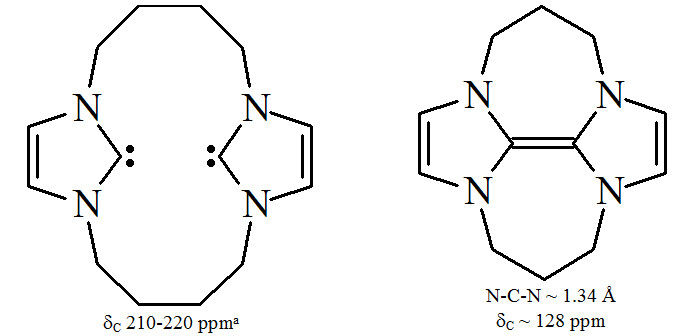
Dimerizace diimidazol-2-ylidenů

Pokud by tento dimer měl dikarbenovou strukturu, tak by se volné elektronové páry na karbenových uhlících k sobě značně přiblížily, což by vedlo k silnému elektrostatickému odpuzování a výrazné destabilizaci molekuly. Dimerizace karbenových skupin tomu však brání.
Heteroaminokarbeny (například R2N-C:-OR nebo R2N-C:-SR) a nearomatické karbeny, jako jsou diaminokarbeny (například R2N-C:-NR2) podléhají dimerizaci, i když, pravděpodobně kvůli vysoké aktivační energii dimerizace singletového stavu, pomalu:

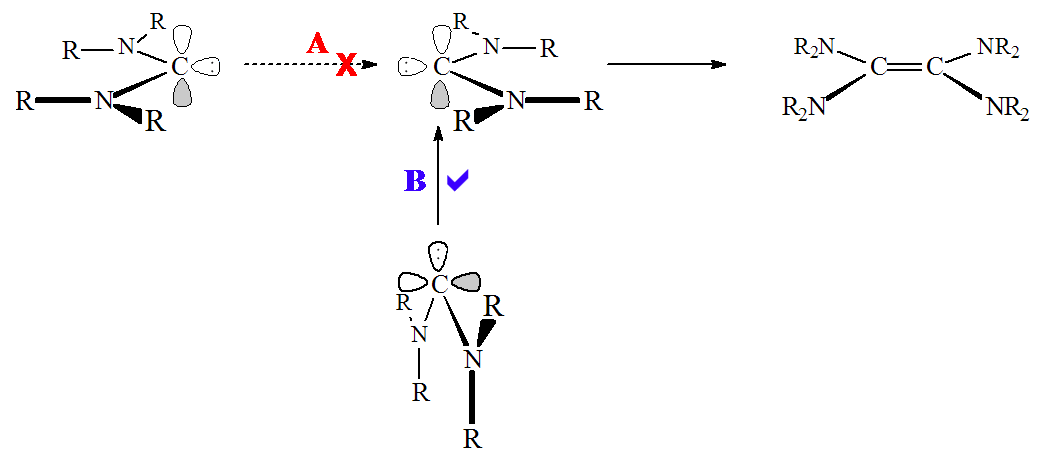
Neprobíhající (A) a probíhající (B) mechanismy dimerizace karbenů

U diaminokarbenů ke skutečné dimerizaci nedochází, místo toho se dimery tvoří přes formamidiniové soli, což jsou protonované prekurzory; reakce tedy bývá katalyzována kyselinami. K reakci dochází díky tomu, že na rozdíl od imidazoliových karbenů zde nedochází ke ztrátě aromaticity při protonaci karbenu.

### Reaktivita
Chemie stabilních karbenů není dosud dobře prozkoumaná, byla však popsána řada reakcí triazol-5-ylidenů. Tyto reakce lze považovat za modelové pro další karbeny.
| a | 3,6-difenyl-1,2,4,5-tetrazin, toluen | 92 %    |  | e | 2 ekvivalenty, PhNCO, toluen, reflux      | 92 %    |
| b | RXH, RT                              | 95–97 % |  | f | CS2, toluen nebo PhNCS, THF, RT           | 71–90 % |
| c | O2, S8 nebo Se, toluen, reflux       | 54–68 % |  | g | Maleimid, THF, RT                         | 47–84 % |
| d | R1CH=CHR2, THF, RT                   | 25–68 % |  | h | Dimethylacetylendikarboxylát, THF, reflux | 21 %    |

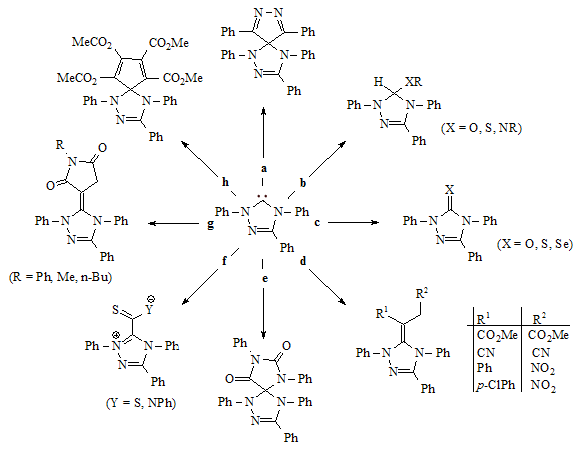

Karbeny se chovají jako nukleofily (e a f), účastní se inserčních (b), adičních (c), [2+1] cykloadičních (d, g a h), [4+1] cykloadičních (a) i deprotonačních reakcí. Při inserčních reakcích (b) pravděpodobně dohází k deprotonaci za vzniku nukleofilu (−XR), který následně reaguje se vzniklou solí.
Popsané stabilní isothiazolové karbeny (2) odvozené od chlorečnanu isothiazolia byly prozkoumány, přičemž se podařilo izolovat pouze 2-imino-2H-thiet (4). Meziprodukt (3) vzniká při přesmykové reakci. Tento karben není považován za stabilní.

### Komplexace karbenů
Imidazol-2-ylideny a triazol-5-ylideny (a v menší míře také diaminokarbeny) mohou vytvářet komplexy s alkalickými a přechodnými kovy i s lanthanoidy a aktinoidy. Tyto komplexy lze identifikovat pomocí rentgenové krystalografie. Stabilní karbeny mají podobné koordinační vlastnosti jako fosfiny. Jedná se o dobré σ-donory, i přes volný elektronový pár na karbenovém uhlíku, ovšem špatné π-akceptory kvůli přenosu ligandů z dusíkového atomu sousedícího s karbenovým centrem, a tak mohou tvořit komplexy i s kovy majícími nízkou elektronovou hustotu. D. Enders a Wolfgang A. Hermann ukázali, že tyto karbeny mohou nahradit fosfinové ligandy v některých katalytických cyklech. Bylo vytvořeno několik katalytických systémů obsahujících imidazolové a triazolové karbeny jako ligandy. R. H. Grubbs popsal nahrazení fosfinového ligandu (PCy3) imidazol-2-ylidenem u katalyzátoru metateze olefinů RuCl2(PCy3)2CHPh. Molekuly obsahující dvě či tři karbenové jednotky lze použít jako bidentátní nebo tridentátní ligandy.

### Karbeny v organokovové chemii a katalýze
Karbeny lze stabilizovat ve formě komplexů s přechodnými kovy. Tyto komplexy se dělí na dvě skupiny:
- Fischerovy karbeny, obsahující skupiny odtahující elektrony (například karbonyl)
- Schrockovy karbeny, které obsahují skupiny dodávající elektrony; reakce těchto karbenů jsou značně odlišné od reakcí klasických organických karbenů.

### Tripletové karbeny
Stabilní tripletové karbeny reagují podobně jako nestabilní karbeny.

## Fyzikální vlastnosti
Dosud známé stabilní karbeny jsou bezbarvé pevné látky s nízkými teplotami tání. Za nízkých teplot a tlaků sublimují.
K užitečným vlastnostem patří charakteristický posun u karbenového uhlíku v 13C-NMR spektru, obvykle mezi 200 a 300 ppm; například u vlevo zobrazeného cyklického diaminokarbenu jde o 238 ppm.
Při vzniku komplexu s kovem se karbenová rezonance 13C většinou, v závislosti na Lewisovské kyselosti, zvýrazní. Na základě těchto vlastností byla vyvinuta nová metoda určení síly ligandu pomocí 13C NMR analýzy pomocí trans-palladnatých komplexů karbenů. Použitím N-heterocyklických karbenů značkovaných izotopem 13C je také možné zkoumat smíšené karbeno-fosfinové komplexy, u kterých probíhá trans-cis-isomerizace

## Použití

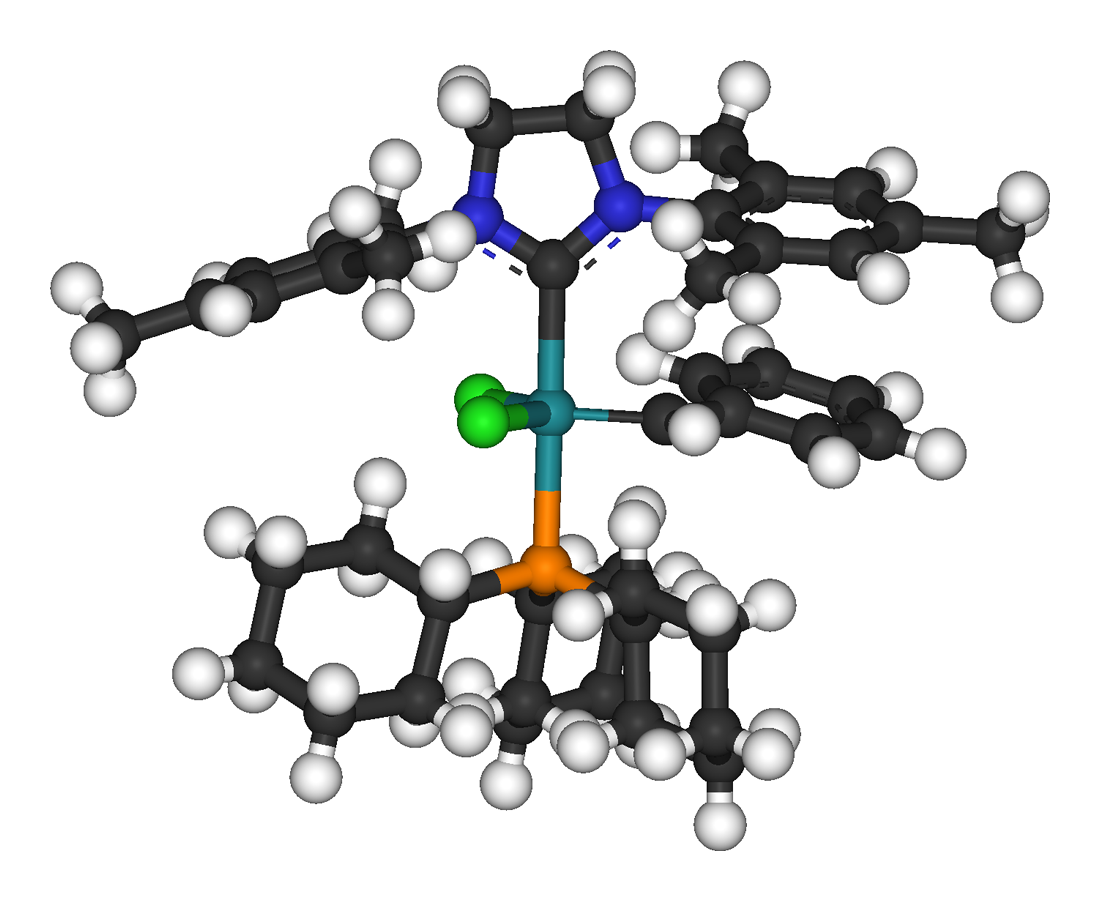
Grubbsův katalyzátor druhé generace

NHC se používají jako ligandy v organokovové chemii, jedním z jejich využití je příprava rutheniových katalyzátorů nazývaných Grubbsovy katalyzátory.
Komplexy NHC s kovy, obzvláště Ag(I)-NHC komplexy, byly zkoumány díky možným biologickým využitím.